# Луїджі Аполлоні
Луїджі Аполлоні (італ. Luigi Apolloni; нар. 2 травня 1967, Фраскаті) — колишній італійський футболіст, захисник. По завершенні ігрової кар'єри — футбольний тренер.
Як гравець насамперед відомий виступами за клуб «Парма», а також національну збірну Італії.
Дворазовий володар Кубка Італії. Володар Суперкубка Італії з футболу. Володар Кубка Кубків УЄФА. Дворазовий володар Кубка УЄФА.

## Клубна кар'єра
Вихованець футбольної школи клубу «Лодіджані». Дорослу футбольну кар'єру розпочав 1983 року в основній команді того ж клубу, в якій провів один сезон, жодного разу не вийшовши на поле в матчах чемпіонату.
Згодом з 1984 по 1987 рік грав у складі команд клубів «Пістоєзе» та «Реджяна».
Своєю грою за останню команду привернув увагу представників тренерського штабу клубу «Парма», до складу якого приєднався 1987 року. Відіграв за пармську команду наступні дванадцять сезонів своєї ігрової кар'єри. Більшість часу, проведеного у складі «Парми», був основним гравцем захисту команди. За цей час двічі виборював титул володаря Кубка Італії, ставав володарем Кубка Кубків УЄФА, володарем Кубка УЄФА (також двічі).
Завершив професійну ігрову кар'єру у клубі «Верона», за команду якого виступав протягом 1999—2001 років.

## Виступи за збірну
1994 року дебютував в офіційних матчах у складі національної збірної Італії. Протягом кар'єри у національній команді, яка тривала усього 3 роки, провів у формі головної команди країни 15 матчів, забивши 1 гол. У складі збірної був учасником чемпіонату світу 1994 року у США, де разом з командою здобув «срібло», чемпіонату Європи 1996 року в Англії.

## Кар'єра тренера
Розпочав тренерську кар'єру, повернувшись до футболу після невеликої перерви, 2006 року, увійшовши до тренерського штабу «Модени». В подальшому, у 2009—2010 роках, очолював команду клубу як головний тренер.
Згодом працював з командами клубів «Гроссето», «Губбіо» та «Реджана»
З 2013 року очолює тренерський штаб словенського клуба «Горіца».
| Дата       | Місто        | Господарі            | Результат             | Гості     | Турнір             | Голи | Примітки                 |
| ---------- | ------------ | -------------------- | --------------------- | --------- | ------------------ | ---- | ------------------------ |
| 27/05/1994 | Парма        | Італія               | 2 – 0                 | Фінляндія | товариський матч   | -    |                          |
| 23/06/1994 | Нью-Йорк     | Італія               | 1 – 0                 | Норвегія  | ЧС 1994 - 1-й етап | -    | вийшов на 49'            |
| 28/06/1994 | Вашингтон    | Італія               | 1 – 1                 | Мексика   | ЧС 1994 - 1-й етап | -    |                          |
| 17/07/1994 | Лос-Анджелес | Бразилія             | 0 – 0 д.ч. (3-2 п.п.) | Італія    | ЧС 1994 - Фінал    | -    | вийшов на 34' 2-ге місце |
| 08/10/1994 | Таллінн      | Естонія              | 0 – 2                 | Італія    | Відбір до ЧЄ 1996  | -    | вийшов на 86'            |
| 21/12/1994 | Пескара      | Італія               | 3 – 1                 | Туреччина | товариський матч   | 1    |                          |
| 29/03/1995 | Київ         | Україна              | 0 – 2                 | Італія    | Відбір до ЧЄ 1996  | -    |                          |
| 19/06/1995 | Лозанна      | Швейцарія            | 0 – 1                 | Італія    | товариський турнір | -    | замінений на 49'         |
| 08/10/1995 | Спліт        | Хорватія             | 1 – 1                 | Італія    | Відбір до ЧЄ 1996  | -    |                          |
| 24/01/1996 | Терні        | Італія               | 3 – 0                 | Уельс     | товариський матч   | -    |                          |
| 29/05/1996 | Кремона      | Італія               | 2 – 2                 | Бельгія   | товариський матч   | -    |                          |
| 01/06/1996 | Будапешт     | Угорщина             | 0 – 2                 | Італія    | товариський матч   | -    | замінений на 46'         |
| 11/06/1996 | Ліверпуль    | Росія                | 1 – 2                 | Італія    | ЧЄ 1996 - 1-й етап | -    |                          |
| 14/06/1996 | Ліверпуль    | Чехія                | 2 – 1                 | Італія    | ЧЄ 1996 - 1-й етап | -    | вилучений                |
| 06/11/1996 | Сараєво      | Боснія і Герцеговина | 2 – 1                 | Італія    | товариський матч   | -    | вийшов на 60'            |
| Усього     |              | Матчів               | 15                    |           | Голів              | 1    |                          |

## Титули і досягнення

### Гравець
- Володар Кубка Італії (2):

«Парма»: 1991–92, 1998–99
- Володар Суперкубка Італії з футболу (1):

«Парма»: 1999
- Володар Кубка Кубків УЄФА (1):

«Парма»: 1992–93
- Володар Кубка УЄФА (2):

«Парма»: 1994–95, 1998–99
- Володар Суперкубка Європи (1):

«Парма»: 1993
- Віце-чемпіон світу: 1994

### Тренер
- Володар Кубка Словенії (1):

«Горіца»: 2013–14